# Federazione di baseball delle Samoa Americane
La Federazione samoana americana di baseball (eng. American Samoa Baseball Association, ASBA) è un'organizzazione fondata per governare la pratica del baseball e del softball nelle Samoa Americane.
Organizza il campionato maschile e di softball femminile, e pone sotto la propria egida la nazionale maschile e di softball femminile.